# Віктор Сиротинський
Віктор Сиротинський (1 березня 1856, Радруж Любачівського повіту (тепер Підкарпатське воєводство, Польща — 6 грудня 1925, Нова Кам'янка, Жовківський район, Львівська область) — перший парох парафії в Новій Кам'янці у 1882–1925 роках.

## Життєпис
Народився в сім'ї пароха. Навчався в німецькій гімназії у Львові, де у 1875 році склав іспит зрілості. Навчався на богословських студіях у Львівському університеті та в Генеральній семінарії. У 1879 одружився з Іванною Калитовською, дочкою пароха Бутин Великомостівського деканату Павла Калитовського. Того ж року його висвятив на священика перемиський єпископ Іван Ступницький.

### Душпастирська діяльність
У 1879–1882 рр. працював помічником священника на парафії в с. Гійче Рава-Руського деканату. З 1882 р. — парох на парафії в Новій Кам'янці Рава-Руського деканату. У 1904 за сприяння о. Віктора в Новій Кам'янці відкрито читальню «Просвіти».
Помер 6 грудня 1925 у Новій Кам'янці. Похований на місцевому цвинтарі.

### Заслуги
У подружжя Віктора Сиротинського та Іванни Калитовської народилося п'ятеро дітей: син Василь та дочки Іванна, Галина, Софія та Оксана. В пам'яті громади залишвся отець Віктор доброю, творчою, гостинною, товариською і працьовитою людиною. Він одним з перших у селі виступив проти значних москвофільних впливів, поширюваних зокрема Іваном Гавришкевичем (1827–1908), парохом сусідньої парафії в Кам'янці Лісній. Віктор Сиротинський виховав цілу низку національно свідомих українських священиків, зокрема, о. Петра Чавса (1883–1977), о. Олексу Артимишина (1887–1945), о. Михайла Черняка (бл. 1887–1956).